# 吉田悠希
吉田 悠希（よしだ ゆき、1992年9月14日 - ）は、日本のフリーアナウンサー、タレント。セント・フォース所属。

## 略歴
神奈川県横浜市出身。大学在学中、多摩ケーブルネットワークの番組リポーターとして、フリーで活動を開始。2015年よりセント・フォース所属となる。
2016年7月に、活動名を吉田「有希」から「悠希」へ改名。
『辛坊治郎ズーム そこまで言うか!』（ニッポン放送）の中継リポーターや『WINTICKETミッドナイト競輪』（ABEMA）の番組進行を務めたほか、イベントの司会、コラムの執筆、YouTube、TikTokなど幅広い活動を行っている。
欅坂46から改名し、2020年12月9日にデビューした櫻坂46を応援したいという想いから、同月27日にセント・フォース公式YouTubeチャンネル内で動画投稿をスタート。
翌2021年3月2日に自身のYouTubeチャンネル『吉田悠希 /Yoshida Yuki』を開設し、同月11日より動画投稿を開始。坂道オタクとしての活動を中心に動画配信、ライブ配信を行っている。2022年10月には、ゲーム実況配信を開始した。
2021年12月、公式LINEスタンプ「吉田悠希のオタオタするコロッケ〜1期編〜」の販売を開始。2022年10月には、公式LINEスタンプ第2弾「吉田悠希の敬語が得意なオタコロ～2期編～」の販売を開始した。
2022年11月10日、一般男性と結婚。16日放送の『辛坊治郎ズーム そこまで言うか!』（ニッポン放送）の番組内で報告した。
2023年12月27日に、第1子女児の誕生をX（旧Twitter）で報告。同日放送の『辛坊治郎ズーム そこまで言うか!』に電話出演し、前日の26日に出産したことを伝えた。
2025年5月5日に第2子妊娠を自身のYouTubeチャンネルで、翌6日にX（旧Twitter）で報告。

## 人物
- 中学、高校時代は6年間新体操を行っていた。
- 大学時代、ミスコン（ミスキャンパス）には出場しなかったが、2021年11月に母校の成蹊大学にて開催された「ミス成蹊コンテスト2021」では司会を務めている[13][14]。
- 愛鳥家で、「ぷーちん」と「ぽんた」という名前のコキンチョウを飼っている。愛称は「ぷーちゃん」と「ぽんちゃん」。体重と性別は「ぷーちん」が18グラムのオス、「ぽんた」が16グラムのメスである[注 6]。日本野鳥の会会員。
- 得意なことはストレッチ、法学（知的財産権）、鳥の知識。苦手なことは自転車に乗ること。資格はビジネス実務法務検定2級、知的財産技能士3級、ことわざ検定2級を所持。
- 元テレビ東京アナウンサーの森香澄とは、2人がスプラウトに所属していた頃から、プライベートで親交がある[15]。ニッポン放送アナウンサーの東島衣里とも仲が良い[16]。

### 趣味・嗜好
- 趣味はラーメン二郎を食べること、バードウォッチング、音楽鑑賞（乃木坂46・欅坂46・日向坂46・櫻坂46など）、ヨガ[17]、ドラゴンクエストのスライムグッズ収集[18]、海釣り[19]、ゲーム。
- 好きな食べ物はオムライス、ラーメン。好きなお菓子はグミ、ヤンヤンつけボー[注 7]。スターバックスのコーヒーを愛飲していて、スタバなしでは生きていけないと語るほどである。
- 好きなキャラクターはミッフィー。グッズも集めている。
- ドラゴンクエストのファンで、好きなタイトルは『VIII』。スライムが好きで、中でもホイミスライムがお気に入り。
- 川崎ブレイブサンダースや横浜DeNAベイスターズなど、地元のスポーツチームを応援している。

### 趣味・嗜好（アイドル関連）
- アイドルが好き。きっかけは中学3年生のとき、友達に誘われてAKB48の劇場公演に行ったこと[20]。
- 好きなアイドルは乃木坂46の橋本奈々未・山下美月、日向坂46の濱岸ひより・東村芽依・佐々木久美、欅坂46の志田愛佳。同じく平手友梨奈・菅井友香も、欅坂46のメンバーだった頃から推し続けている。
- 現役メンバーで推しているのは、乃木坂46の筒井あやめ・五百城茉央、日向坂46の正源司陽子、櫻坂46の藤吉夏鈴・遠藤理子・中川智尋。中でも藤吉夏鈴を特に推している[18]。欅坂46・日向坂46・櫻坂46のライブに足を運んだ。
- 秋元康の書くアイドルソングの歌詞を好み[21]、「秋元康オタク」であると公言している[18][22]（歌詞を考察することを楽しんでいるため、秋元と会ったり話したりすることは特に望んではいない）。坂道シリーズ（主に櫻坂46）の新曲が解禁されるタイミングで、その歌詞について考察するライブ配信を行うことが、恒例になっている[23]。

### YouTube
- YouTubeチャンネルの視聴者のことを「コロッケ」と呼んでいる[注 8]。ライブ配信ではスパチャの購入者に対して、他の参加者が「ナイコロー[注 9]」（ナイスコロッケの略）とチャットに書くことが定番。
- セント・フォースの男性マネージャーが2名、不定期および顔出しNGで、動画配信とライブ配信に参加する。通称は「マネさん」と「つーさん」[注 10]。
- 定期的に行うライブ配信については、疲れていることが多いためスクショ禁止である。
- ファンからは、おでこ美人として知られ、ライブ配信で披露することがある。

## 出演番組

### テレビ
- 西多摩マルかじり！（TCN、2015年 - 2016年2月） - 番組リポーター
- 週刊!大学生活図鑑（BS日テレ） - 学生リポーター
- 週刊スカパラニュース（BSスカパー!、2016年4月 - 9月） - アシスタント
- 第1話見せます（BSスカパー!、2016年9月 - 2017年12月） - 海外ドラマ編・ドキュメンタリー編ナビゲーター
- 鉄道紀行 ニッポンぶらり鉄道旅（NHK BSプレミアム、2016年10月20日） - 旅人
- カイモノラボ（TBS）
- 水曜日のダウンタウン（TBS）
  - 2018年3月7日「極寒の雪山でも1万円あれば寒さしのげる説」 - 進行[25]
  - 2020年3月4日「マジメな番組ならズボン履いてなくても分かんないんじゃないか説」 - 進行アナウンサー兼ドッキリターゲット[26]
- 「〇〇っぽい」を話すと世の中が見えてきた! #っぽいバナ（中京テレビ、2022年3月30日〈29日深夜〉）「ファン大集合！菅田将暉っぽい＆坂道っぽいを語り尽くす」- 「坂道っぽいを語り尽くす」の枠で、トレンディエンジェルたかしと出演[22][27]

### インターネット動画配信
- WINTICKETミッドナイト競輪（ABEMA、2020年 - ） - 番組進行、金曜日担当（産休・育休に伴い、2023年5月からお休み中）
- スタディサプリ （リクルート、2017年 - ）- 生放送コンテンツ進行、教務課
- グランジ遠山トークライブ～配信版～（ロフトプラスワン、2021年7月17日） - はんにゃ.金田とゲスト出演[28]

### ラジオ
- gee up sprout（FMサルース、2015年7月11日 - 2017年6月10日） - 週替わりパーソナリティ。全出演者中、最多出演（49回）
- 草野満代 夕暮れWONDER4（ニッポン放送、2018年4月4日 - 2020年7月2日） - レポーター
- 辛坊治郎ズーム そこまで言うか!（ニッポン放送、2020年7月6日 - 2023年7月27日） - 「街角ステーション 噂を求めてどこまでも!」レポーター、水・木曜日担当。産休に伴い卒業。
  - 吉田悠希の教えてよっぴー先輩（ニッポン放送 PODCAST STATION、2021年4月14日 - 9月29日） - 吉田尚記アナウンサーと水曜日担当[注 11]、YouTubeで継続

### その他
- 川崎ブレイブサンダース - リーグ戦アシスタントMC、2018-2019シーズン

## 連載
- 吉田悠希「愛の避雷針」～坂道にズーム　そこまで推すか！～（ニッポン放送 NEWS ONLINE、2021年2月7日 - ） - 不定期